# Cassida iranella
Cassida iranella es un coleóptero de la familia Chrysomelidae.
Fue descrita científicamente en 1984 por Lopatin.